# Alfred Kieckebusch
Karl Max Alfred Kieckebusch (* 23. Juni 1877 in Pomellen, Provinz Pommern; † nach 1939) war ein deutscher Verwaltungsjurist und  preußischer Landrat im Kreis Strelno, Provinz Posen (1912–1918), im Kreis Bolkenhain, Provinz Schlesien (1920–1931) und im Kreis Naugard, Provinz Pommern (1931–1937).

## Werdegang
Kieckebusch war ein Sohn des Kavallerieoffiziers (zuletzt Rittmeister) Max Kieckebusch und seiner Ehefrau Adele, geborene Kieckebusch. Die Vorfahren hatten über Generationen im westpommerschen Kreis Randow, wie auch der später nobilitierte Familienzweig (Gellin), u. a. um Pomellen, Petershagen und Kolbitzow, kreistagsfähigen Grundbesitz. Der Vater war als Gutsherr in mehreren landwirtschaftlichen Genossenschaften organisiert. Das Rittergut Pomellen des Rittmeisters Max Kieckebusch beinhaltete 1905 gesamt 782 ha. Um 1914 ist dieser Einzelbesitz nicht mehr nachweisbar.
Vor seiner Tätigkeit als Landrat arbeitete Alfred Kieckebusch unter anderem 1901 als Gerichtsreferendar, 1905 als Regierungsassessor in der Ansiedlungskommission in Posen. Kieckebusch wirkte 1918 im Kriegsernährungsamt und 1919 in der Regierung in Liegnitz.
1939 wohnte Kieckebusch als Landrat a. D. in Neubrandenburg. Er war außerdem Vorsitzender des 1925 gegründeten Familienverbands Kieckebusch und von Kieckebusch.

## Ehe und Familie
Kieckebusch war seit 8. Dezember 1910 mit Hildegard Stobwaßer (* 23. Mai 1889 in Oberförsterei Lutom, Provinz Posen), verheiratet.

## Werke
- Die Haltung des Erben für die Handelsschulden des Erblassers, Druck J. Abel, Greifswald Universität 1900[14]